# Rebel Sound of Shit and Failure
Rebel Sound of Shit and Failure är en skiva med det amerikanska punkbandet Born Against ursprungligen släppt 1995 på skivbolagat Vermiform. Skivan återutgavas på CD med extraspår 2003. Följande spår är med på 2003 års återutgåva av skivan:
1. Neil
2. The Good Father
3. Mary and Child
4. Eulogy
5. Riding With Mary
6. The Nail That Sticks Up Gets Hammered Down
7. Resist Control
8. Half Mast
9. Xmas Eve
10. Nine Years Later
11. Born Again
12. Witness to a Rape
13. Well Fed Fuck
14. Body Counts
15. Alive With Pleasure
16. Movin' On Up
17. I Am a Idiot
18. Bit Part in a Bad Movie
19. Lillian
20. Janelle
21. Go Fuck Yourself
22. Albany Academy
23. Wearing a Lampshade
24. Five Dollars an Hour
25. My Favorite Housing Project